# 이충민
이충민은 고려의 관료로 조선의 초대 국왕 태조 (조선)의 11대조이다. 부친은 이경영 (고려), 모친은 최오헌의 딸이다. 생전 관직은 장사였다. 《동국세기》와《충효전》에선 이름을 이후경으로 기록하고 있다.
집안 사정이 매우 가난했으나 청의동자 라는 존재로 부터 활과 화살을 받은 후로 그릇을 굽는 동안 고품질 그릇이 나오자 그것을 내다 파니 집안 형편이 나아져 말년에는 부자가 되었다고 한다.
이충민의 몰년은 전해지지 않으며 선원선계의 당주 지위는 이화 (고려)가 물려받았다.